# Marcello Lippi
Marcello Lippi (Viareggio, 12 de abril de 1948) es un exfutbolista y exentrenador italiano.
Como futbolista, ocupó principalmente la demarcación de líbero y desarrolló su carrera entre 1969 y 1982, militando la práctica totalidad de la misma en la Sampdoria de la Serie A de Italia.
Como entrenador, destaca su paso por la Juventus de Turín, a la que dirigió en dos etapas (1994–1999, 2001–2004), en las que logró entre otros títulos cinco «Scudetti», alcanzando a nivel continental en Liga de Campeones, tres finales consecutivas entre 1996 y 1998, proclamándose campeón de Europa en 1996 y disputando una final más en 2003. Como seleccionador nacional, destaca su paso al frente de la selección italiana, a la que también dirigió en dos etapas (2004–2006, 2008–2010), proclamándose campeón del mundo en 2006. Es, junto al español Vicente del Bosque, el único entrenador en haberse proclamado campeón del mundo de clubes y selecciones. Es también uno de los dos entrenadores de la historia, junto al brasileño Luiz Felipe Scolari, en haber ganado las principales competiciones internacionales de clubes en dos continentes diferentes (Europa y Asia).

## Trayectoria

### Como jugador

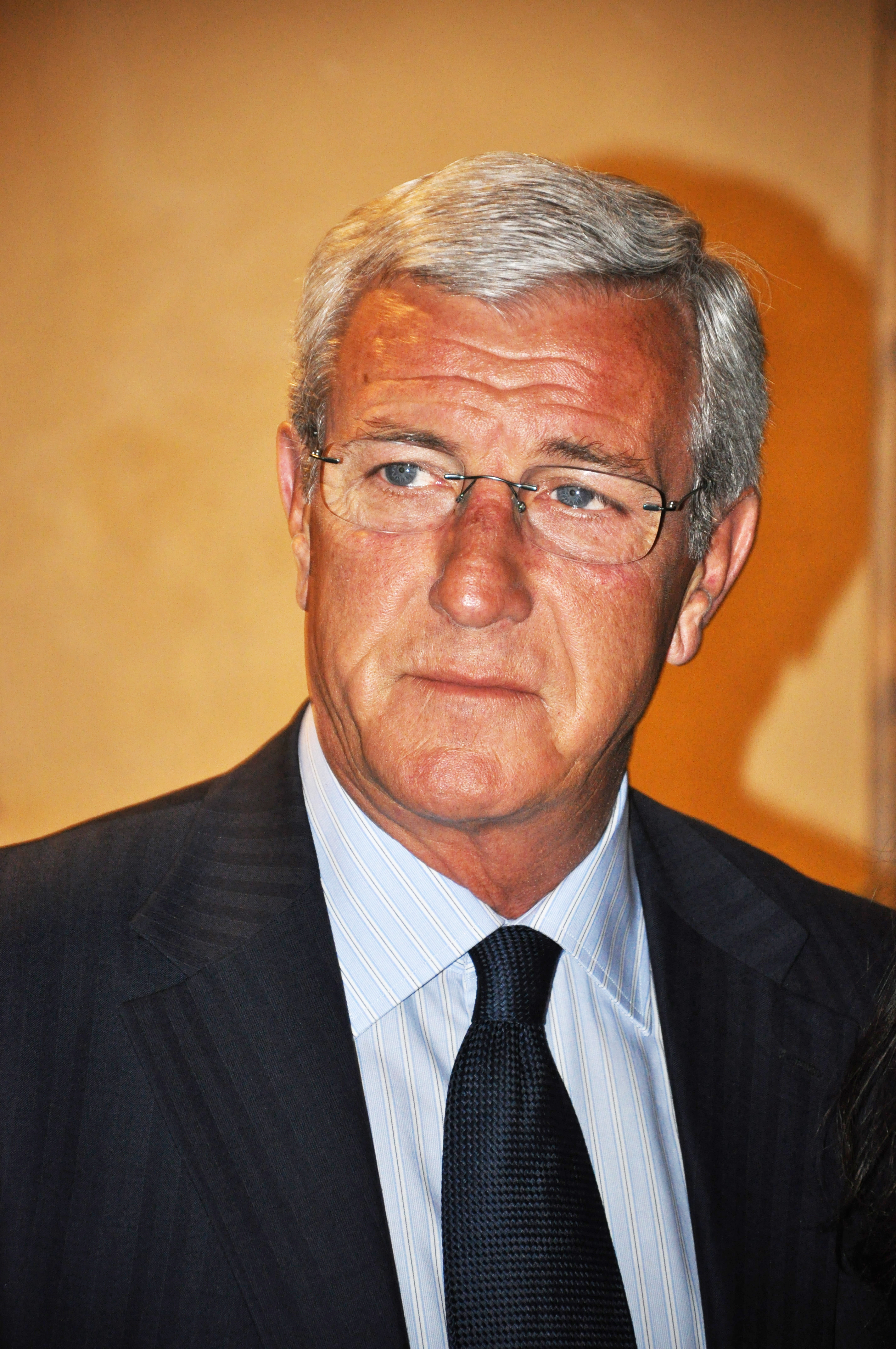
Lippi en 2010.

Su carrera como futbolista, en la que se desempeñó en la posición de defensa, se inició en 1969, militando en el UC Sampdoria. Ese mismo año pasaría al AS Savona en calidad de cedido y un año después regresaría a la Sampdoria. En 1980, es transferido al AC Pistoiese, donde permanecería durante dos años. Finalmente, se retiró en las filas del FC Lucchese.

### Como entrenador

#### Inicios
Marcello Lippi inició su carrera como entrenador en 1982, al frente del equipo juvenil de la Sampdoria. El primer club profesional que dirigió fue el US Pontedera en la Serie C2, al año siguiente pasaría al AC Siena en la Serie C1. Poco a poco fue subiendo de categoría, hasta llegar a la Serie A en 1989 dirigiendo al AC Cesena. Luego se convierte en el entrenador del AS Lucchese y del Atalanta. En 1993, es contratado por el SSC Napoli y con un equipo joven se destaca, ocupando el sexto lugar en la Liga y clasificándolo a la Copa de la UEFA.

#### Juventus e Inter de Mián
En 1994, con la llegada de Luciano Moggi, Lippi llega a ser el director técnico de la Juventus FC. Este cambio de entrenador en el equipo bianconero provocó la cesión de varios futbolistas por motivos de presupuesto, por lo que pocos creían que la Juventus tenía la posibilidad de obtener algún título. Sin embargo, la vecchia signora logró ganar el Scudetto después de 9 años. Sería el comienzo de un quinquenio de grandes satisfacciones para la Juventus, que concluyó con tres Scudettos, una Copa de Italia, dos Supercopas de Italia, una Liga de Campeones, y una Supercopa de Europa. Después de cinco exitosas temporadas con la Juventus, los resultados decayeron y Lippi dimitió para pasar al Inter de Milán, donde no logra los éxitos obtenidos con el club bianconero (el conjunto lombardo fue 4.º en la Serie A 1999-2000 y Lippi fue despedido apenas comenzada la temporada siguiente); por lo que regresa a Turín en junio de 2001 y obtiene otro bicampeonato de Liga en las temporadas 2001-02 y 2002-03, y dos Supercopas de Italia en los años 2002 y 2003.

#### Seleccionador de Italia
Desde julio de 2004, Lippi fue el seleccionador de Italia, y logró llevar a la azzurra a la Copa del Mundo 2006. En este Mundial, el de Viareggio dirigió a la selección italiana a la final que le enfrentó a Francia el 9 de julio de 2006 en Berlín. En dicha final consiguió junto a sus hombres el cuarto título para Italia en la Copa Mundial al imponerse en la definición por penales a Francia por 5-3 tras un resultado de 1-1 en los noventa minutos y en la prórroga. Después de concluido el Mundial, Marcello Lippi decidió dejar el cargo de entrenador de la escuadra transalpina.
En julio de 2008, tras el despido de Roberto Donadoni del cargo de seleccionador italiano, Lippi fue nombrado de nuevo como entrenador de la selección italiana. Debutó en su segunda etapa con un empate a 2 contra la selección de Austria. En junio de 2010, tras ser eliminada la selección azzurra en la primera fase de la Copa Mundial de 2010, fue sustituido por Cesare Prandelli en el cargo.

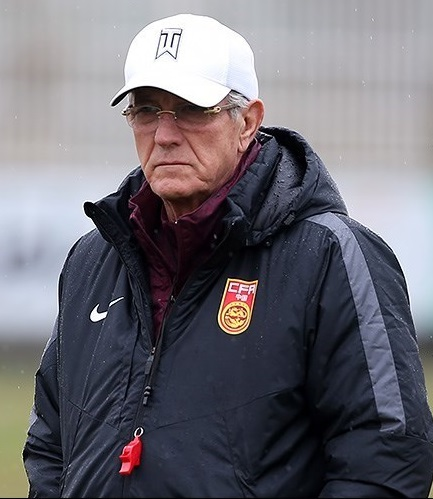
Lippi en 2017 con la selección de China.

| Mundial              | Equipo               | País                 | Pts | PJ | PG | PE | PP | GF | GC | Dif |
| -------------------- | -------------------- | -------------------- | --- | -- | -- | -- | -- | -- | -- | --- |
| 2006                 | Italia               | Bandera de Italia    | 17  | 7  | 5  | 2  | 0  | 12 | 2  | +10 |
| 2010                 | Italia               | Bandera de Italia    | 2   | 3  | 0  | 2  | 1  | 4  | 5  | -1  |
| Total en sus equipos | Total en sus equipos | Total en sus equipos | 19  | 10 | 5  | 4  | 1  | 16 | 7  | +9  |

#### Guangzhou Evergrande
En mayo de 2012, se anunció su fichaje como nuevo técnico del Guangzhou Evergrande. Con este equipo logró ser campeón de la Super Liga China y de la Liga de Campeones de la AFC, siendo el único técnico que gana las Champions de Europa y Asia. Además, también ganó el premio al entrenador del año en la Super Liga China, y renovó su contrato con el club. En 2014 revalidó el título y anunció su retirada de los banquillos, aunque afirmó que seguiría vinculado al club. Su estancia como director deportivo de la entidad sólo se alargaría durante 4 meses.

#### Seleccionador de China
En octubre de 2016, Lippi fue presentado como nuevo seleccionador de China, sin poder obtener la clasificación para el Mundial de Rusia 2018. En enero de 2019, tras la eliminación del conjunto chino en cuartos de final de la Copa Asiática 2019, anunció que no iba a continuar en el cargo. El 24 de mayo de 2019, se confirmó su vuelta a la selección China cuatro meses después de su marcha; pero presentó la dimisión el 14 de noviembre del mismo año, tras perder contra Siria.

## Estadísticas

### Como futbolista
| Club         | País   | Año         | Partidos | Goles |
| ------------ | ------ | ----------- | -------- | ----- |
| UC Sampdoria | Italia | 1969        | –        | –     |
| AS Savona    | Italia | 1969 - 1970 | 21       | 2     |
| UC Sampdoria | Italia | 1970 - 1980 | 274      | 5     |
| AC Pistoiese | Italia | 1979 - 1981 | 45       | 0     |
| FC Lucchese  | Italia | 1981 - 1982 | 23       | 0     |

### Como entrenador
| Club                  | País   | Año         | P   | PG  | PE  | PP  | Rendimiento |
| --------------------- | ------ | ----------- | --- | --- | --- | --- | ----------- |
| Sampdoria Fútbol base | Italia | 1982 - 1985 | ?   | ?   | ?   | ?   | ?           |
| Pontedera             | Italia | 1985 - 1986 | 34  | 10  | 17  | 7   | 46.08%      |
| Siena                 | Italia | 1986 - 1987 | 34  | 5   | 14  | 15  | 28.44%      |
| Pistoiese             | Italia | 1987 - 1988 | 34  | 10  | 15  | 9   | 44.12%      |
| Carrarese Calcio      | Italia | 1988 - 1989 | 34  | 10  | 16  | 8   | 45.1%       |
| Cesena                | Italia | 1989 - 1991 | 72  | 13  | 25  | 34  | 29.63%      |
| Lucchese              | Italia | 1991 - 1992 | 42  | 9   | 22  | 11  | 38.89%      |
| Atalanta              | Italia | 1992 - 1993 | 36  | 14  | 9   | 13  | 47.22%      |
| Napoli                | Italia | 1993 - 1994 | 36  | 12  | 13  | 11  | 45.37%      |
| Juventus              | Italia | 1994 - 1999 | 244 | 137 | 65  | 42  | 65.03%      |
| Internazionale        | Italia | 1999 - 2000 | 50  | 25  | 11  | 14  | 57.33%      |
| Juventus              | Italia | 2001 - 2004 | 161 | 90  | 39  | 32  | 63.97%      |
| Selección de Italia   | Italia | 2004 - 2006 | 29  | 17  | 10  | 2   | 70.11%      |
| Selección de Italia   | Italia | 2008 - 2010 | 26  | 11  | 10  | 5   | 55.13%      |
| Guangzhou Evergrande  | China  | 2012 - 2014 | 126 | 82  | 23  | 21  | 71.16%      |
| Selección de China    | China  | 2016 - 2019 | 30  | 10  | 9   | 11  | 43.33%      |
| Selección de China    | China  | 2019        | 7   | 5   | 1   | 1   | 76.19%      |
| Total                 | Total  | Total       | 995 | 460 | 299 | 236 | 56.25%      |

## Palmarés como entrenador

### Títulos nacionales
| Título              | Club                 | País   | Año     |
| ------------------- | -------------------- | ------ | ------- |
| Copa Italia         | Juventus             | Italia | 1994-95 |
| Serie A             | Juventus             | Italia | 1994-95 |
| Supercopa de Italia | Juventus             | Italia | 1995    |
| Serie A             | Juventus             | Italia | 1996-97 |
| Supercopa de Italia | Juventus             | Italia | 1997    |
| Serie A             | Juventus             | Italia | 1997-98 |
| Serie A             | Juventus             | Italia | 2001-02 |
| Supercopa de Italia | Juventus             | Italia | 2002    |
| Serie A             | Juventus             | Italia | 2002-03 |
| Supercopa de Italia | Juventus             | Italia | 2003    |
| Superliga de China  | Guangzhou Evergrande | China  | 2012    |
| Copa de China       | Guangzhou Evergrande | China  | 2012    |
| Supercopa de China  | Guangzhou Evergrande | China  | 2012    |
| Superliga de China  | Guangzhou Evergrande | China  | 2013    |
| Superliga de China  | Guangzhou Evergrande | China  | 2014    |

### Títulos internacionales
| Título                       | Equipo               | Sede     | Año     |
| ---------------------------- | -------------------- | -------- | ------- |
| Liga de Campeones de la UEFA | Juventus             | Roma     | 1995-96 |
| Supercopa de Europa          | Juventus             | Palermo  | 1996    |
| Copa Intercontinental        | Juventus             | Tokio    | 1996    |
| Copa Mundial                 | Selección de Italia  | Alemania | 2006    |
| Liga de Campeones de la AFC  | Guangzhou Evergrande | Cantón   | 2013    |

### Distinciones individuales
| Distinción                       | Año  |
| -------------------------------- | ---- |
| Entrenador del Año (IFFHS)       | 1996 |
| Entrenador del Año en la Serie A | 1997 |
| Onze d'Or (Coach of the Year)    | 1997 |
| Entrenador del Año en la Serie A | 1998 |
| Entrenador del Año (IFFHS)       | 1998 |
| Entrenador del Año en la Serie A | 2003 |
| Seleccionador del Año (IFFHS)    | 2006 |

#### Clasificaciones de los mejores entrenadores de todos los tiempos
| Premio          | Posición | Top 10 | Año  | Referencias   |
| --------------- | -------- | ------ | ---- | ------------- |
| World Soccer    | 13.º     | No     | 2013 | [ 40 ] [ 41 ] |
| ESPN            | 15.º     | No     | 2013 | [ 42 ] [ 43 ] |
| France Football | 16.º     | No     | 2019 | [ 44 ] [ 45 ] |

### Condecoraciones
| Condecoración                                         | Año  |
| ----------------------------------------------------- | ---- |
| Nombrado Comendador con la Orden del Mérito de Italia | 2006 |